# Booneville, Kentucky

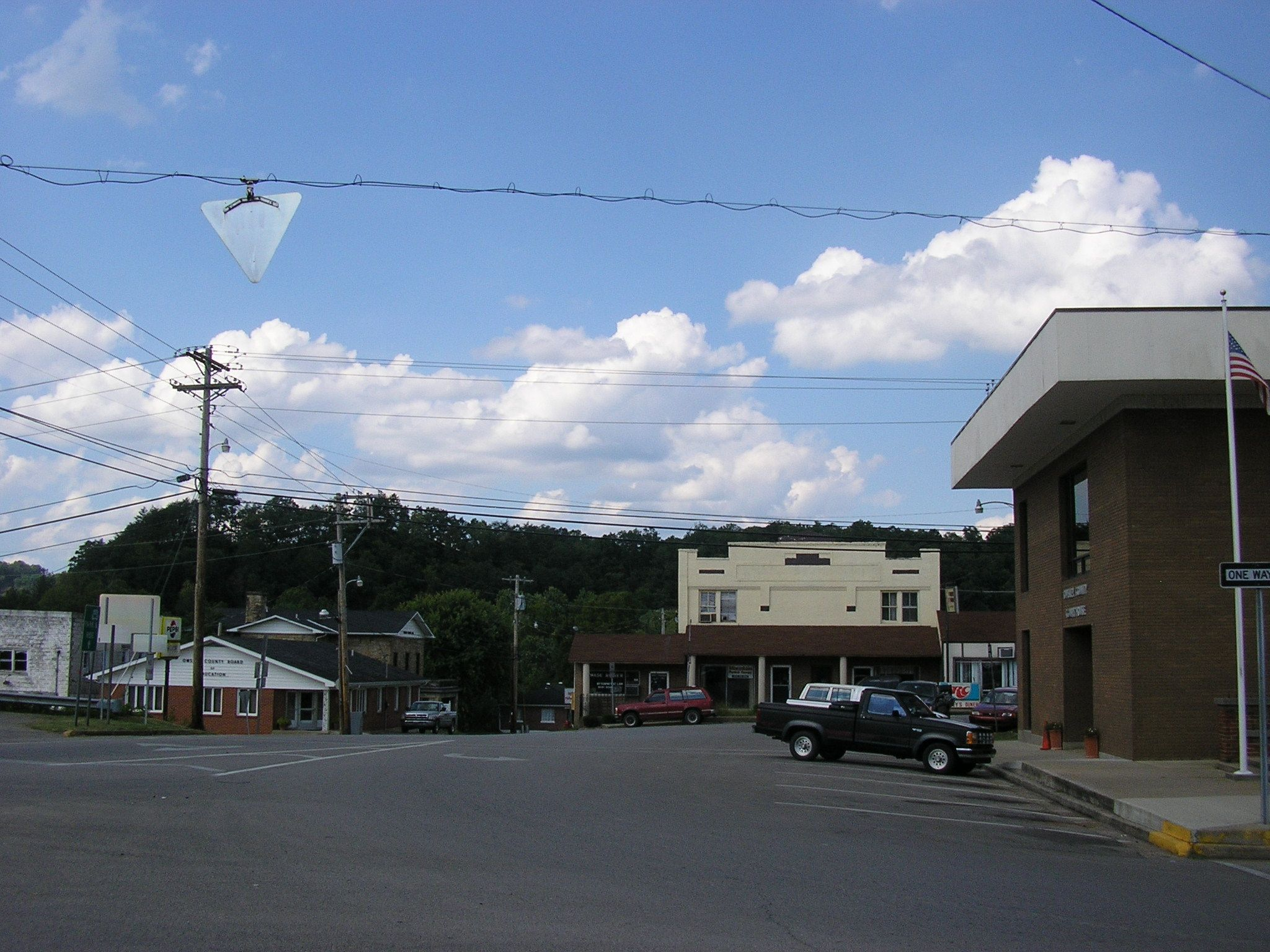
Centrala Booneville.

Booneville är en ort i Owsley County i delstaten Kentucky, USA. År 2000 hade orten 111 invånare. Den har enligt United States Census Bureau en yta på 1,6 km², allt är land. Booneville är administrativ huvudort (county seat) i Owsley County.